# Großer Preis der Niederlande 1981
Der Große Preis der Niederlande 1981 (offiziell XXVIII Grote Prijs van Nederland) fand am 30. August auf dem Circuit Zandvoort in Zandvoort statt und war das zwölfte Rennen der Formel-1-Weltmeisterschaft 1981.

## Berichte

### Hintergrund

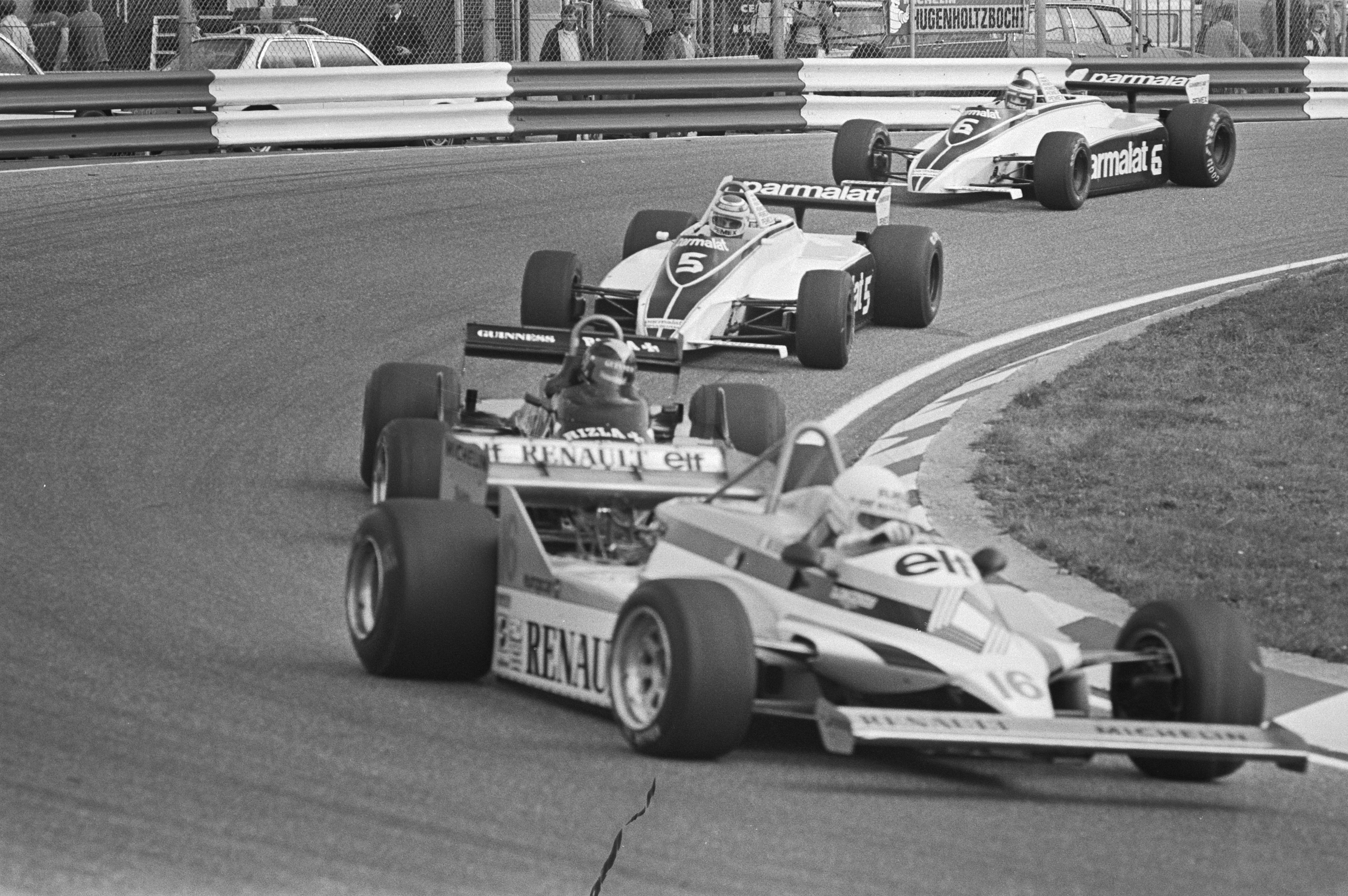
René Arnoux vor Derek Daly, Nelson Piquet und Hector Rebaque

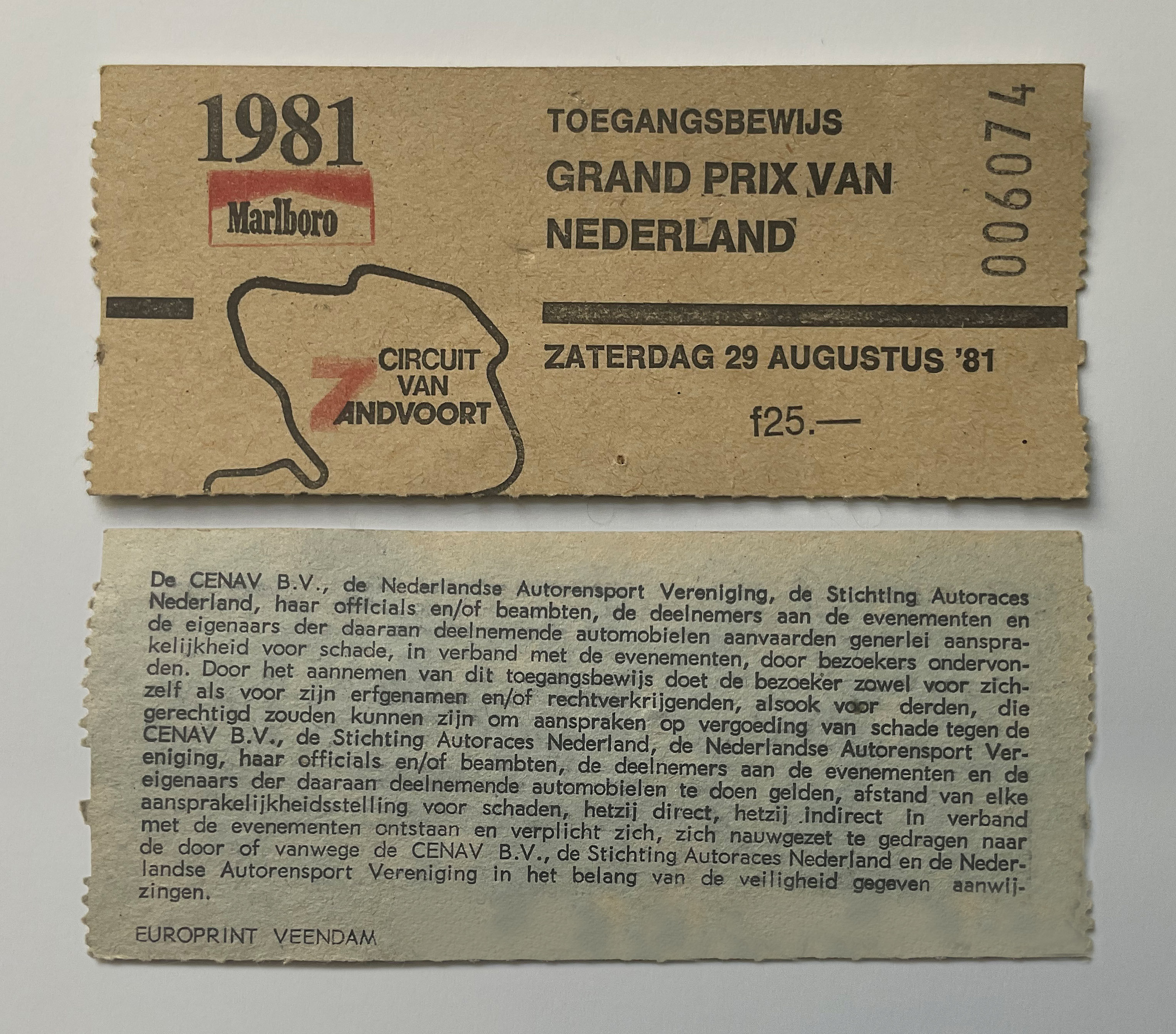
Eintrittskarte zum F1 GP Niederlande Zandvoort 1981(Samstag)

Nachdem das Fittipaldi-Team den vorherigen Großen Preis von Österreich aus finanziellen Gründen auslassen musste, kehrte das Team nun ins Teilnehmerfeld zurück und trat fortan mit Pirelli-Reifen an. Bruno Giacomelli musste auf den Alfa Romeo 179C zurückgreifen, da nur einer der aktuellen 179D zur Verfügung stand. Ansonsten gab es keine Veränderungen im Vergleich zum Österreich-GP zwei Wochen zuvor.

### Training

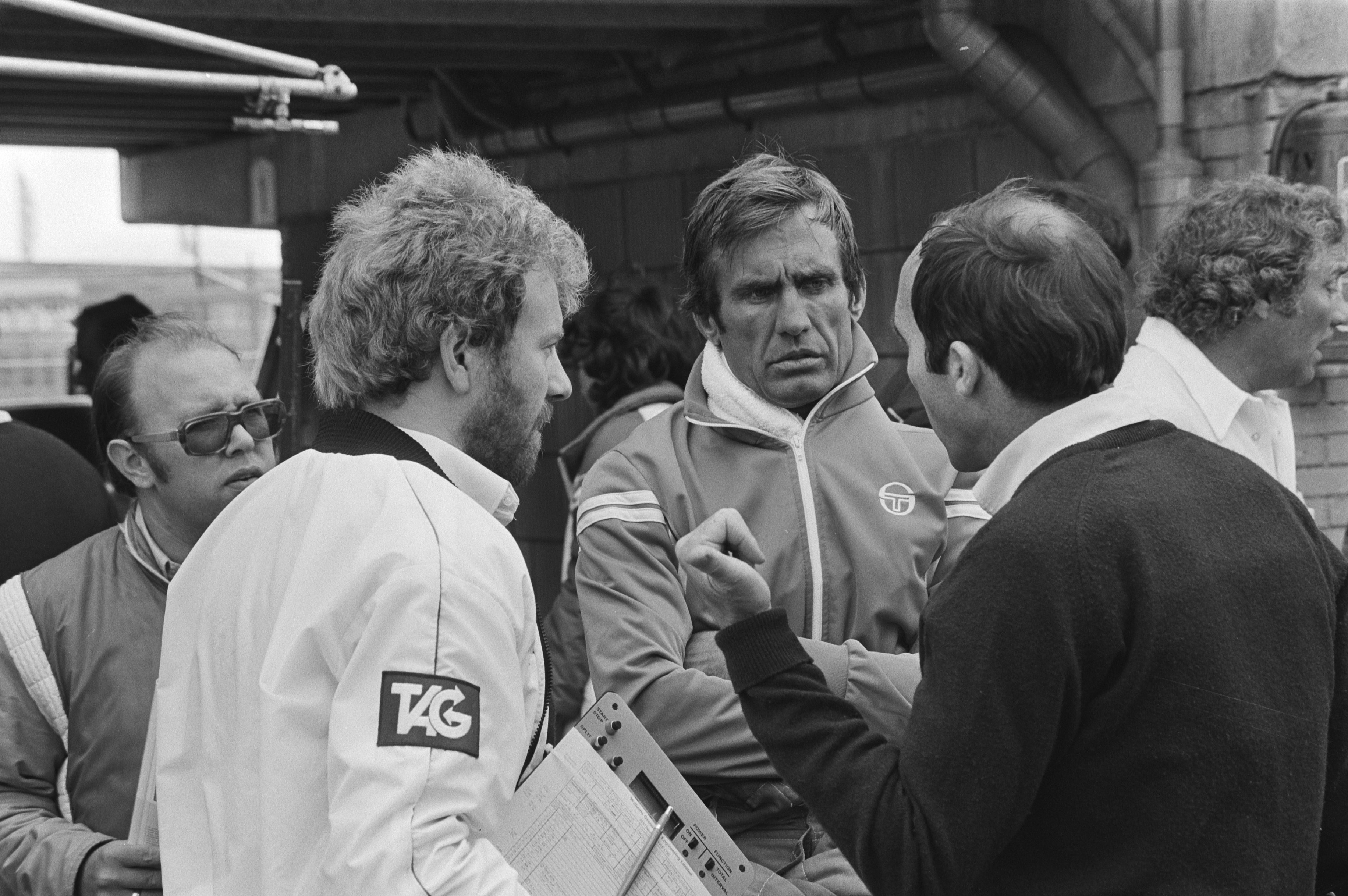
Frank Williams im Gespräch mit Carlos Reutemann während des Trainings.

Zum vierten Mal in Folge setzte sich die erste Startreihe aus den beiden Renault zusammen, wobei diesmal Alain Prost gegenüber René Arnoux knapp vorn lag. Es folgte Nelson Piquet, der sich die zweite Reihe mit dem amtierenden Weltmeister Alan Jones teilte. Der in der WM-Wertung zu diesem Zeitpunkt führende Carlos Reutemann qualifizierte sich für den fünften Startplatz neben Jacques Laffite.
Andrea de Cesaris, der sich als 13. qualifizierte, wurde von seinem Team vom Start zurückgezogen. Dies wurde von vielen als Strafe dafür angesehen, dass er in den vorangegangenen Rennen durch zahlreiche Unfälle erhebliche Schäden verursacht hatte.

### Rennen
Während die beiden Renault-Piloten ihre Spitzenpositionen am Start verteidigen konnten, versuchte der von Platz 16 aus gestartete Gilles Villeneuve direkt auf den ersten Metern, einige Positionen gutzumachen, um sein mäßiges Qualifikationsergebnis zu relativieren. Er versuchte, zwischen Riccardo Patrese und Giacomelli hindurchzustechen, kollidierte dabei mit dem Alfa Romeo und schied aus. In der nächsten Kurve kollidierte Mario Andretti mit Reutemann, wobei sein Frontflügel beschädigt wurde. Noch während der ersten Runde ereignete sich eine dritte Kollision, und zwar zwischen Didier Pironi und Patrick Tambay.
Arnoux, der zunächst den zweiten Platz hinter Prost verteidigt hatte, fiel ab der dritten Runde hinter Jones, Piquet, Laffite und Reutemann zurück. In der 13. Runde überholte schließlich auch John Watson den Franzosen auf der Außenbahn der Tarzanbocht und belegte dadurch den sechsten Rang.
Während Jones auf Prost aufholte, duellierten sich Reutemann und Laffite um den vierten Rang. Das Duell endete in Runde 18 mit einer Kollision, die zum Ausfall beider Kontrahenten führte. In Runde 23 gelang es Jones, kurzzeitig die Führung zu übernehmen. Er fiel jedoch bereits im folgenden Umlauf wieder hinter Prost zurück. In der Schlussphase musste er aufgrund schlechter werdender Reifen schließlich Piquet den zweiten Platz überlassen, wodurch dieser in der WM-Tabelle mit dem bisherigen Spitzenreiter Reutemann gleichzog. Prost gewann schließlich sein zweites Rennen in der Formel-1-Weltmeisterschaft vor Piquet und Jones.
Héctor Rebaque belegte am Ende den vierten Rang vor Elio de Angelis und Eliseo Salazar, der den ersten WM-Punkt für einen chilenischen Fahrer erzielte.

## Meldeliste
| Team                           | Nr. | Fahrer             | Chassis         | Motor                    | Reifen |
| ------------------------------ | --- | ------------------ | --------------- | ------------------------ | ------ |
| TAG Williams Team              | 01  | Alan Jones         | Williams FW07C  | Ford Cosworth DFV 3.0 V8 | G      |
| TAG Williams Team              | 02  | Carlos Reutemann   | Williams FW07C  | Ford Cosworth DFV 3.0 V8 | G      |
| Tyrrell Racing Team            | 03  | Eddie Cheever      | Tyrrell 011     | Ford Cosworth DFV 3.0 V8 | A      |
| Tyrrell Racing Team            | 04  | Michele Alboreto   | Tyrrell 011     | Ford Cosworth DFV 3.0 V8 | A      |
| Parmalat Racing Team           | 05  | Nelson Piquet      | Brabham BT49C   | Ford Cosworth DFV 3.0 V8 | G      |
| Parmalat Racing Team           | 06  | Héctor Rebaque     | Brabham BT49C   | Ford Cosworth DFV 3.0 V8 | G      |
| Marlboro McLaren International | 07  | John Watson        | McLaren MP4/1   | Ford Cosworth DFV 3.0 V8 | M      |
| Marlboro McLaren International | 08  | Andrea de Cesaris  | McLaren MP4/1   | Ford Cosworth DFV 3.0 V8 | M      |
| Team ATS                       | 09  | Slim Borgudd       | ATS D5          | Ford Cosworth DFV 3.0 V8 | A      |
| John Player Team Lotus         | 11  | Elio de Angelis    | Lotus 87        | Ford Cosworth DFV 3.0 V8 | G      |
| John Player Team Lotus         | 12  | Nigel Mansell      | Lotus 87        | Ford Cosworth DFV 3.0 V8 | G      |
| Ensign Racing                  | 14  | Eliseo Salazar     | Ensign N180B    | Ford Cosworth DFV 3.0 V8 | A      |
| Équipe Renault Elf             | 15  | Alain Prost        | Renault RE30    | Renault EF1 1.5 V6t      | M      |
| Équipe Renault Elf             | 16  | René Arnoux        | Renault RE30    | Renault EF1 1.5 V6t      | M      |
| March Grand Prix Team          | 17  | Derek Daly         | March 811       | Ford Cosworth DFV 3.0 V8 | A      |
| Fittipaldi Automotive          | 20  | Keke Rosberg       | Fittipaldi F8C  | Ford Cosworth DFV 3.0 V8 | P      |
| Fittipaldi Automotive          | 21  | Chico Serra        | Fittipaldi F8C  | Ford Cosworth DFV 3.0 V8 | P      |
| Marlboro Team Alfa Romeo       | 22  | Mario Andretti     | Alfa Romeo 179D | Alfa Romeo 1260 3.0 V12  | M      |
| Marlboro Team Alfa Romeo       | 23  | Bruno Giacomelli   | Alfa Romeo 179B | Alfa Romeo 1260 3.0 V12  | M      |
| Équipe Talbot Gitanes          | 25  | Patrick Tambay     | Ligier JS17     | Matra MS81 3.0 V12       | M      |
| Équipe Talbot Gitanes          | 26  | Jacques Laffite    | Ligier JS17     | Matra MS81 3.0 V12       | M      |
| Scuderia Ferrari SpA SEFAC     | 27  | Gilles Villeneuve  | Ferrari 126CK   | Ferrari 021 1.5 V6t      | M      |
| Scuderia Ferrari SpA SEFAC     | 28  | Didier Pironi      | Ferrari 126CK   | Ferrari 021 1.5 V6t      | M      |
| Ragno Arrows Beta Racing Team  | 29  | Riccardo Patrese   | Arrows A3B      | Ford Cosworth DFV 3.0 V8 | P      |
| Ragno Arrows Beta Racing Team  | 30  | Siegfried Stohr    | Arrows A3B      | Ford Cosworth DFV 3.0 V8 | P      |
| Osella Squadra Corse           | 31  | Beppe Gabbiani     | Osella FA1B     | Ford Cosworth DFV 3.0 V8 | M      |
| Osella Squadra Corse           | 32  | Jean-Pierre Jarier | Osella FA1B     | Ford Cosworth DFV 3.0 V8 | M      |
| Theodore Racing Team           | 33  | Marc Surer         | Theodore TY01   | Ford Cosworth DFV 3.0 V8 | A      |
| Candy Toleman Motorsport       | 35  | Brian Henton       | Toleman TG181   | Hart 415T 1.5 L4t        | P      |
| Candy Toleman Motorsport       | 36  | Derek Warwick      | Toleman TG181   | Hart 415T 1.5 L4t        | P      |

## Klassifikationen

### Qualifying
| Pos. | Fahrer             | Konstrukteur    | Qualifikationstraining 1 | Qualifikationstraining 1 | Qualifikationstraining 2 | Qualifikationstraining 2 | Start |
| Pos. | Fahrer             | Konstrukteur    | Zeit                     | Ø-Geschwindigkeit        | Zeit                     | Ø-Geschwindigkeit        | Start |
| ---- | ------------------ | --------------- | ------------------------ | ------------------------ | ------------------------ | ------------------------ | ----- |
| 01   | Alain Prost        | Renault         | 1:18,279                 | 195,547 km/h             | 1:18,176                 | 195,804 km/h             | 01    |
| 02   | René Arnoux        | Renault         | 1:18,255                 | 195,607 km/h             | 1:18,301                 | 195,492 km/h             | 02    |
| 03   | Nelson Piquet      | Brabham-Ford    | 1:19,236                 | 193,185 km/h             | 1:18,652                 | 194,619 km/h             | 03    |
| 04   | Alan Jones         | Williams-Ford   | 1:18,672                 | 194,570 km/h             | 1:19,133                 | 193,436 km/h             | 04    |
| 05   | Carlos Reutemann   | Williams-Ford   | 1:19,067                 | 193,598 km/h             | 1:18,844                 | 194,145 km/h             | 05    |
| 06   | Jacques Laffite    | Ligier-Matra    | 1:19,386                 | 192,820 km/h             | 1:19,018                 | 193,718 km/h             | 06    |
| 07   | Mario Andretti     | Alfa Romeo      | 1:19,896                 | 191,589 km/h             | 1:19,040                 | 193,664 km/h             | 07    |
| 08   | John Watson        | McLaren-Ford    | 1:19,312                 | 193,000 km/h             | 1:19,651                 | 192,178 km/h             | 08    |
| 09   | Elio de Angelis    | Lotus-Ford      | 1:21,622                 | 187,538 km/h             | 1:19,738                 | 191,969 km/h             | 09    |
| 10   | Riccardo Patrese   | Arrows-Ford     | 1:21,010                 | 188,954 km/h             | 1:19,864                 | 191,666 km/h             | 10    |
| 11   | Patrick Tambay     | Ligier-Matra    | 1:20,802                 | 189,441 km/h             | 1:19,979                 | 191,390 km/h             | 11    |
| 12   | Didier Pironi      | Ferrari         | 1:21,293                 | 188,297 km/h             | 1:20,248                 | 190,749 km/h             | 12    |
| 13   | Andrea de Cesaris  | McLaren-Ford    | 1:20,651                 | 189,796 km/h             | 1:20,377                 | 190,443 km/h             | 13    |
| 14   | Bruno Giacomelli   | Alfa Romeo      | 1:20,384                 | 190,426 km/h             | 1:20,495                 | 190,163 km/h             | 14    |
| 15   | Héctor Rebaque     | Brabham-Ford    | 1:20,547                 | 190,041 km/h             | 1:20,872                 | 189,277 km/h             | 15    |
| 16   | Gilles Villeneuve  | Ferrari         | 1:21,049                 | 188,864 km/h             | 1:20,595                 | 189,927 km/h             | 16    |
| 17   | Nigel Mansell      | Lotus-Ford      | 1:21,106                 | 188,731 km/h             | 1:20,663                 | 189,767 km/h             | 17    |
| 18   | Jean-Pierre Jarier | Osella-Ford     | 1:21,086                 | 188,777 km/h             | 1:21,294                 | 188,294 km/h             | 18    |
| 19   | Derek Daly         | March-Ford      | 1:22,274                 | 186,051 km/h             | 1:21,391                 | 188,070 km/h             | 19    |
| 20   | Marc Surer         | Theodore-Ford   | 1:22,389                 | 185,792 km/h             | 1:21,454                 | 187,924 km/h             | 20    |
| 21   | Siegfried Stohr    | Arrows-Ford     | 1:21,568                 | 187,662 km/h             | 1:21,713                 | 187,329 km/h             | 21    |
| 22   | Eddie Cheever      | Tyrrell-Ford    | 1:21,849                 | 187,018 km/h             | 1:21,698                 | 187,363 km/h             | 22    |
| 23   | Slim Borgudd       | ATS-Ford        | 1:21,760                 | 187,221 km/h             | 1:22,302                 | 185,988 km/h             | 23    |
| 24   | Eliseo Salazar     | Ensign-Ford     | 1:22,382                 | 185,808 km/h             | 1:22,024                 | 186,619 km/h             | 24    |
| 25   | Michele Alboreto   | Tyrrell-Ford    | 1:25,976                 | 178,040 km/h             | 1:22,030                 | 186,605 km/h             | 25    |
| DNQ  | Brian Henton       | Toleman-Hart    | 1:22,226                 | 186,160 km/h             | 1:24,167                 | 181,867 km/h             | –     |
| DNQ  | Keke Rosberg       | Fittipaldi-Ford | 1:23,518                 | 183,280 km/h             | 6:09,795                 | 41,394 km/h              | –     |
| DNQ  | Chico Serra        | Fittipaldi-Ford | 1:23,677                 | 182,932 km/h             | 1:23,613                 | 183,072 km/h             | –     |
| DNQ  | Beppe Gabbiani     | Osella-Ford     | keine Zeit               | –                        | 1:23,898                 | 182,450 km/h             | –     |
| DNQ  | Derek Warwick      | Toleman-Hart    | 1:25,104                 | 179,865 km/h             | 1:24,028                 | 182,168 km/h             | –     |

### Rennen
| Pos. | Fahrer             | Konstrukteur  | Runden | Stopps | Zeit       | Start | Schnellste Runde |
| ---- | ------------------ | ------------- | ------ | ------ | ---------- | ----- | ---------------- |
| 01   | Alain Prost        | Renault       | 72     | 0      | 1:40:22,43 | 01    | 1:22,06          |
| 02   | Nelson Piquet      | Brabham-Ford  | 72     | 0      | + 8,24     | 03    | 1:22,04          |
| 03   | Alan Jones         | Williams-Ford | 72     | 0      | + 35,50    | 04    | 1:21,83 (15.)    |
| 04   | Héctor Rebaque     | Brabham-Ford  | 71     | 0      | + 1 Runde  | 15    | 1:23,53          |
| 05   | Elio de Angelis    | Lotus-Ford    | 71     | 0      | + 1 Runde  | 09    | 1:23,90          |
| 06   | Eliseo Salazar     | Ensign-Ford   | 70     | 0      | + 2 Runden | 24    | 1:24,18          |
| 07   | Siegfried Stohr    | Arrows-Ford   | 69     | 1      | + 3 Runden | 21    | 1:24,87          |
| 08   | Marc Surer         | Theodore-Ford | 69     | 0      | + 3 Runden | 20    | 1:23,17          |
| 09   | Michele Alboreto   | Tyrrell-Ford  | 68     | 0      | DNF        | 25    | 1:25,06          |
| 10   | Slim Borgudd       | ATS-Ford      | 68     | 1      | + 4 Runden | 23    | 1:25,04          |
| –    | Mario Andretti     | Alfa Romeo    | 62     | 1      | DNF        | 07    | 1:23,61          |
| –    | John Watson        | McLaren-Ford  | 50     | 0      | DNF        | 08    | 1:22,64          |
| –    | Eddie Cheever      | Tyrrell-Ford  | 46     | 0      | DNF        | 22    | 1:24,54          |
| –    | Jean-Pierre Jarier | Osella-Ford   | 29     | 0      | DNF        | 18    | 1:23,95          |
| –    | René Arnoux        | Renault       | 21     | 0      | DNF        | 02    | 1:22,82          |
| –    | Bruno Giacomelli   | Alfa Romeo    | 19     | 0      | DNF        | 14    | 1:22,66          |
| –    | Jacques Laffite    | Ligier-Matra  | 18     | 0      | DNF        | 06    | 1:22,32          |
| –    | Carlos Reutemann   | Williams-Ford | 18     | 0      | DNF        | 05    | 1:22,10          |
| –    | Riccardo Patrese   | Arrows-Ford   | 16     | 0      | DNF        | 10    | 1:23,26          |
| –    | Derek Daly         | March-Ford    | 5      | 0      | DNF        | 19    | 1:24,98          |
| –    | Didier Pironi      | Ferrari       | 4      | 1      | DNF        | 12    | 1:26,09          |
| –    | Nigel Mansell      | Lotus-Ford    | 1      | 0      | DNF        | 17    | 1:37,80          |
| –    | Patrick Tambay     | Ligier-Matra  | 1      | 0      | DNF        | 11    | 2:46,72          |
| –    | Gilles Villeneuve  | Ferrari       | 0      | 0      | DNF        | 16    | –                |
| DNS  | Andrea de Cesaris  | McLaren-Ford  | –      | –      | –          | 13    | –                |

## WM-Stände nach dem Rennen
Die ersten sechs des Rennens bekamen 9, 6, 4, 3, 2 bzw. 1 Punkt(e). In der Fahrerwertung wurden die besten elf Resultate, in der Konstrukteurswertung alle Resultate gewertet.

### Fahrerwertung
| Pos. | Fahrer            | Konstrukteur                | Punkte |
| ---- | ----------------- | --------------------------- | ------ |
| 01   | Nelson Piquet     | Brabham-Ford                | 45     |
| 02   | Carlos Reutemann  | Williams-Ford               | 45     |
| 03   | Jacques Laffite   | Ligier-Matra                | 34     |
| 04   | Alan Jones        | Williams-Ford               | 31     |
| 05   | Alain Prost       | Renault                     | 28     |
| 06   | John Watson       | McLaren-Ford                | 21     |
| 07   | Gilles Villeneuve | Ferrari                     | 21     |
| 08   | Héctor Rebaque    | Brabham-Ford                | 11     |
| 09   | René Arnoux       | Renault                     | 11     |
| 10   | Riccardo Patrese  | Arrows-Ford                 | 10     |
| 11   | Eddie Cheever     | Tyrrell-Ford                | 10     |
| 12   | Elio de Angelis   | Lotus-Ford                  | 10     |
| 13   | Didier Pironi     | Ferrari                     | 7      |
| 14   | Nigel Mansell     | Lotus-Ford                  | 5      |
| 15   | Marc Surer        | Ensign-Ford / Theodore-Ford | 4      |
| 16   | Mario Andretti    | Alfa Romeo                  | 3      |
| 17   | Patrick Tambay    | Theodore-Ford / Ligier-Ford | 1      |

| Pos. | Fahrer                | Konstrukteur               | Punkte |
| ---- | --------------------- | -------------------------- | ------ |
| 18   | Andrea de Cesaris     | McLaren-Ford               | 1      |
| 19   | Slim Borgudd          | ATS-Ford                   | 1      |
| 20   | Eliseo Salazar        | March-Ford / Ensign-Ford   | 1      |
| 21   | Jean-Pierre Jarier    | Ligier-Matra / Osella-Ford | 0      |
| 22   | Chico Serra           | Fittipaldi-Ford            | 0      |
| 23   | Bruno Giacomelli      | Alfa Romeo                 | 0      |
| 24   | Derek Daly            | March-Ford                 | 0      |
| 25   | Keke Rosberg          | Fittipaldi-Ford            | 0      |
| 26   | Siegfried Stohr       | Arrows-Ford                | 0      |
| 27   | Michele Alboreto      | Tyrrell-Ford               | 0      |
| 28   | Jan Lammers           | ATS-Ford                   | 0      |
| 29   | Ricardo Zunino        | Tyrrell-Ford               | 0      |
| 30   | Piercarlo Ghinzani    | Osella-Ford                | 0      |
| –    | Miguel Ángel Guerra   | Osella-Ford                | 0      |
| –    | Beppe Gabbiani        | Osella-Ford                | 0      |
| –    | Jean-Pierre Jabouille | Ligier-Matra               | 0      |

### Konstrukteurswertung
| Pos. | Konstrukteur  | Punkte |
| ---- | ------------- | ------ |
| 01   | Williams-Ford | 76     |
| 02   | Brabham-Ford  | 56     |
| 03   | Renault       | 39     |
| 04   | Ligier-Matra  | 34     |
| 05   | Ferrari       | 28     |
| 06   | McLaren-Ford  | 22     |
| 07   | Lotus-Ford    | 15     |
| 08   | Arrows-Ford   | 10     |

| Pos. | Konstrukteur    | Punkte |
| ---- | --------------- | ------ |
| 09   | Tyrrell-Ford    | 10     |
| 10   | Ensign-Ford     | 5      |
| 11   | Alfa Romeo      | 3      |
| 12   | Theodore-Ford   | 1      |
| 13   | ATS-Ford        | 1      |
| 14   | Fittipaldi-Ford | 0      |
| 15   | Osella-Ford     | 0      |
| 16   | March-Ford      | 0      |